# ميخائيل دبليو. هيغينز
ميخائيل دبليو. هيغينز هو مدرس كندي، ولد في 24 أكتوبر 1948.